# The Calm (Arrow)
The Calm es el primer episodio y estreno de la tercera temporada y cuadragésimo séptimo episodio a lo largo de la serie estadounidense de drama y ciencia ficción, Arrow. El episodio fue escrito por Marc Guggenheim y Jake Coburn basados en la historia de Greg Berlanti y Andrew Kreisberg y dirigido por Glen Winter. Fue estrenado el 8 de octubre de 2014 en Estados Unidos por la cadena The CW.
Con la delincuencia en Starling City en un mínimo histórico gracias a la Flecha y su equipo, Oliver cree poder ser capaz de equilibrar su doble vida y le pide a Felicity salir en una cita. Mientras tanto, un nuevo delincuente emerge tomando la identidad del Conde y Oliver es tomado con la guardia baja y alguien cercano a él resulta herido y con la ayuda de Roy va tras el nuevo Conde. Por otra parte, Diggle se convierte en padre, Quentin es promovido a capitán,  Laurel se une el círculo íntimo de la Flecha y Felicity consigue un trabajo a medio tiempo en una tienda de tecnología. Finalmente, Oliver lucha por recuperar Queen Consolidated pero debe enfrentarse a Ray Palmer, quien prueba ser un rival digno.

## Elenco
- Stephen Amell como Oliver Queen/la Flecha.
- Katie Cassidy como Laurel Lance.
- David Ramsey como John Diggle.
- Willa Holland como Thea Queen (crédito solamente).
- Emily Bett Rickards como Felicity Smoak.
- Colton Haynes como Roy Harper/Arsenal.
- John Barrowman como Malcolm Merlyn/Arquero Oscuro (crédito solamente).
- Paul Blackthorne como el capitán Quentin Lance.

## Continuidad
- Este episodio es el estreno de la tercera temporada de la serie.
- Barry Allen fue visto anteriormente en Three Ghosts.
- El episodio marca la primera aparición de Ray Palmer, Werner Zytle y Tatsu y Maseo Yamashiro.
- Es el primer episodio en el que John Barrowman es acreditado dentro del elenco principal.[3]
- Quentin es ascendido a capitán y disuelve la fuerza antivigilante.
- Sara regresa a Starling City.
- Oliver invita a Felicity a salir en una cita.
- Lyla y Diggle se convierten en padres.
- Oliver y Felicity se besan.
- Sara muere en este episodio.

## Desarrollo

### Producción
La producción de este episodio comenzó el 27 de junio y terminó el 8 de julio de 2014.

### Filmación
El episodio fue filmado del 9 de julio al 18 de julio de 2014.

### Casting
El 15 de mayo de 2014 se dio a conocer que John Barrowman fue ascendido al elenco principal de la serie para la tercera temporada.
El 1 de julio, fue anunciada la incorporación de Devon Aoki como Tatsu Yamashiro, una experta en artes marciales y mentora de Oliver. Un día después Karl Yune fue elegido para interpretar a Maseo Yamashiro, esposo de Tatsu. Una semana más tarde, Brandon Routh fue contratado para interpretar a Ray Palmer.
El 3 de julio de 2014, se dio a conocer que el actor Peter Stormare fue contratado para interpretar a Werner Zytle, el nuevo traficante de vértigo en Starling City.
El 27 de agosto de 2014 se dio a conocer que Rila Fukushima interpretaría a Tatsu Yamashiro, remplazando así a Devon Aoki, quien se retiró debido a un «conflicto de programación».

## Recepción

### Recepción de la crítica
Jesse Schedeen de IGN calificó al episodio como sorprendente y le otorgó una puntuación de 9.2, comentando: "Es difícil imaginar una mejor manera de comenzar la nueva temporada de Arrow. The Calm permitió a nuestros héroes un breve respiro de la oscuridad y la desesperación de la temporada 2, mientras rápidamente introducía nuevos villanos y nuevos conflictos a los cuales enfrentarse. Se introdujo una serie de nuevos personajes en la mezcla, anclado por las actuaciones estelares de Brandon Routh y Peter Stormare. Y el episodio culminó con un cliffhanger estupendo que prepara el escenario para nuevos retos por venir. Claramente, nada del impulso de la temporada 2 se ha perdido".